# Jugo-Vostočnaja (stanice metra v Moskvě)
Jugo-Vostočnaja (rusky Юго-Восточная) je stanice moskevského metra na Někrasovské lince, která byla zprovozněna dne 27. března 2020 v rámci úseku Kosino - Lefortovo. Stanice je pojmenována po okolních ulic, jejichž toponymické názvy odkazují na jihovýchod bývalého SSSR (Taškent, Samarkand, Fergana) a také po Jihovýchodním administrativním okruhu Moskvy, ve kterém se daná stanice nachází.

## Charakter stanice
Stanice Jugo-Vostočnaja se nachází ve čtvrti Vychino-Žulebino (Выхино-Жулебино) v blízkosti křížení Taškentské (Ташкентская улица) a Ferganské ulice (Ферганская улица) v blízkosti ploščadi Kompozitora Balakireva (Площадь Композитора Балакирева) a kina Volgograd. Stanice disponuje jedním podzemním vestibulem se čtyřmi vstupními pavilony z obou stran Taškentské a Ferganské ulice. Je zde naplánována organizace dopravně-přestupního uzlu. 
Jelikož  trať metra je vybudována v dvoukolejném tunelu, stanice Jugo-Vostočnaja má dvě boková nástupiště. Design stanice odráží toponymické názvy přilehlých ulic a připomíná tak historickou architekturu jihovýchodního regionu bývalého SSSR. Hlavními barvami ve výzdobě stanice jsou béžová, žlutá, černá a šedá, hlavním prvkem jsou reflexní kupolové lampy. Podlaha stanice je pokryta hnědou žulou, strop je pokryt dekorativní černou omítkou. Stěny jsou obloženy travertinem, leštěným nebo broušeným vápencem.